# Тихик
Тихик (дав.-гр. Τυχικός) — азійський християнин, який разом із Трофимом супроводжував апостола Павла протягом частини його подорожі з Македонії до Єрусалиму. Згадується також, що він був із Павлом у Римі, куди апостол відправив його до Ефесу, ймовірно, з метою розвитку та підтримання духу тамтешньої церкви. У Новому Завіті він згадується п'ять разів: у Діяннях 20:4, Посланні до Ефесян 6:21-22, Посланні до Колосян 4:7, Посланні до Тита 3:12, 2-му Посланні до Тимофія 4:12.

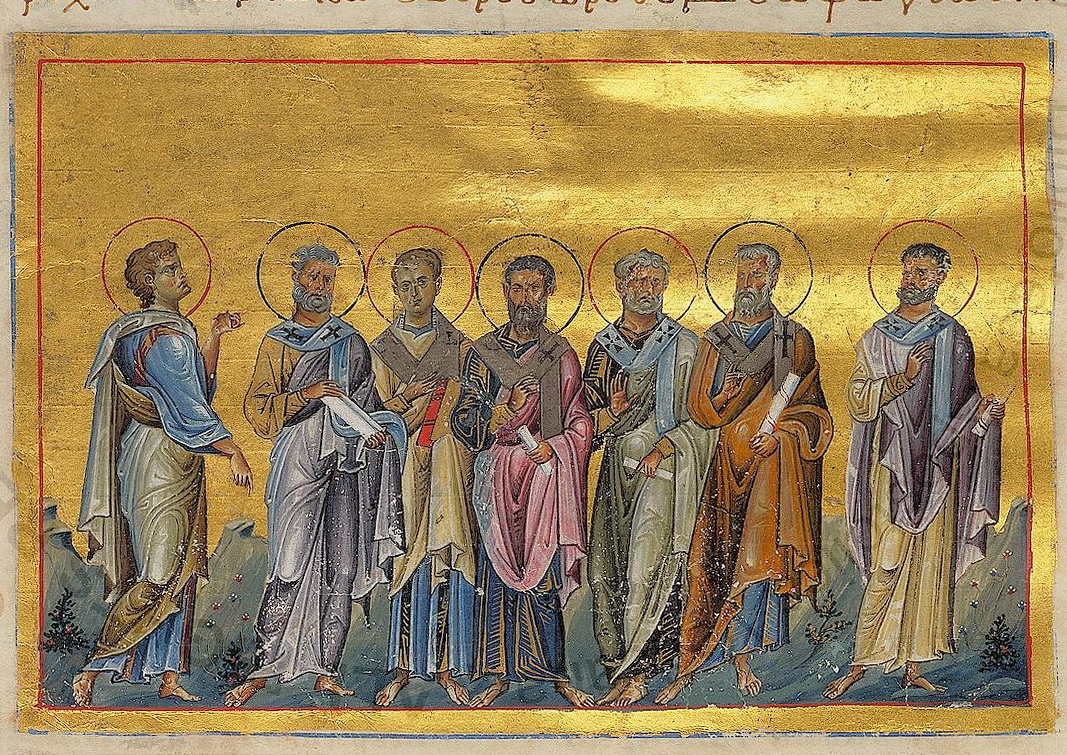
Сосфен, Аполлон, Кифа, Тихік, Епафродіт, Цезар і Онисифор

## Згадки у Біблії
(1) У Діяннях 20:4 сказано, що Тихик був родом з римської провінції Азія. Західний текст вказує, що він був ефесянином.

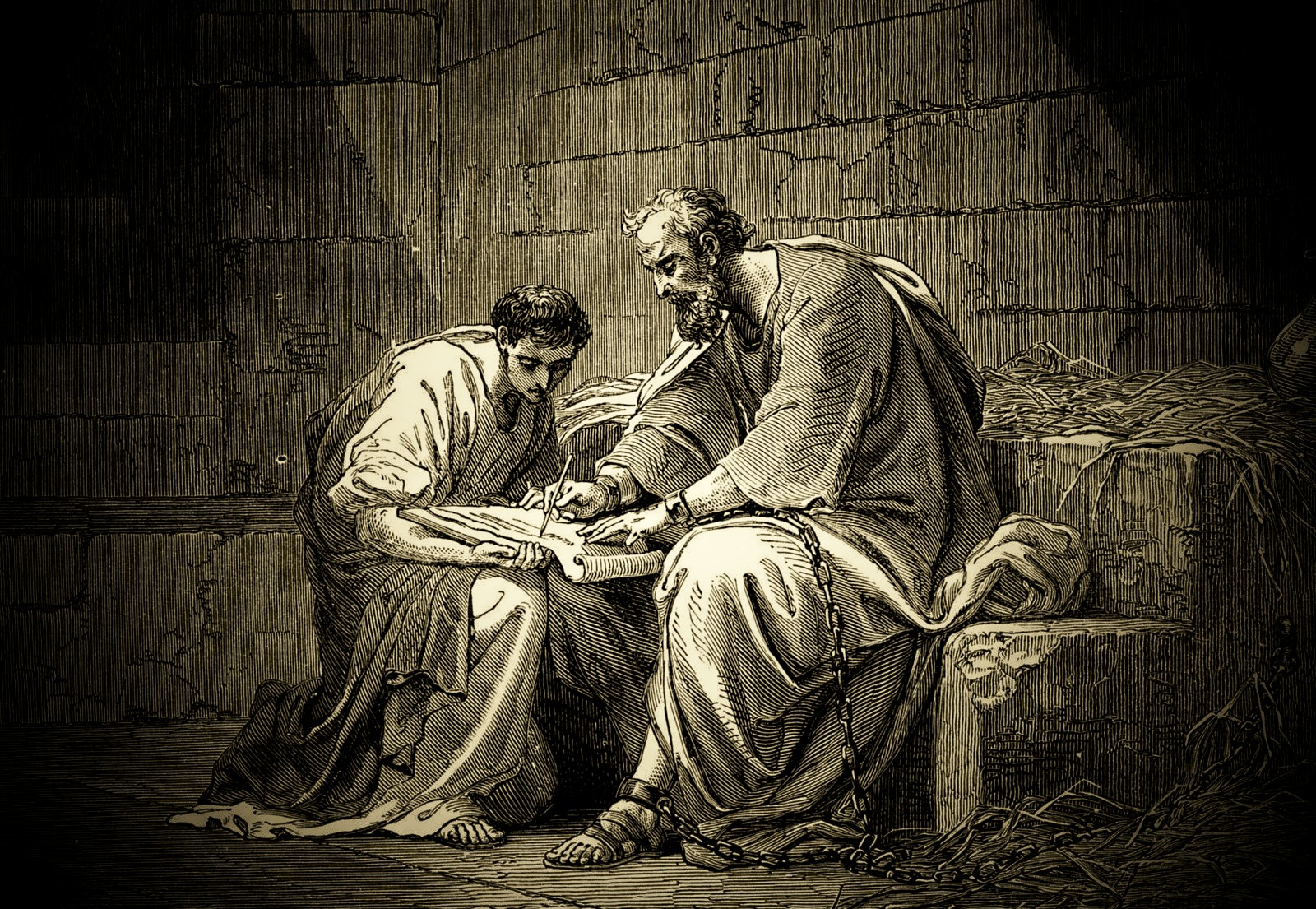
Павло закінчує лист до Ефесян і передає його Тихику. Гравюра на дереві Гюстава Доре

(2) У Посланні до Ефесян 6:21 автор (традиційно ідентифікований як Павло) називає Тихика «любим братом і вірним прислужником у Господі» (Нова міжнародна версія),
(3) у Посланні до Колосян автор вказує, що Тихик «любий брат, вірний служитель і співслужитель у Господі».
І в посланнях до Ефесян, і до Колосян автор стверджує, що посилає Тихика до християн, яким він пише, щоб підбадьорити їх.
(4) Уривки в Посланнях до Тита (Тита 3:12) і до Тимофія показують, що Тихик воз'єднався з Павлом після того, як той знову отримав свободу, коли імператор задовільнив клопотання про його звільнення. Уривок з Тита, очевидно, стосується проміжку між першим і другим римським ув'язненням Павла, а також того часу, коли він знову був зайнятий місіонерськими подорожами. Апостол пише Титу, який на Криті керував церквами, що має намір послати до нього або Артема, або Тихика, щоб наглядати за поширенням Євангелія на цьому острові, аби Тит міг прибути до нього у Нікополь.
(5) Останній уривок, де згадується Тихик, зустрічається у 2 Посланні до Тимофія, написаному в Римі незадовго до страти Павла. До самого кінця Павло був зайнятий поширенням Євангелія, і хоча для нього було б втіхою, якщо поруч з ним були б друзі, інтереси Царства Христового на першому місці в його думках, і він посилає цих друзів, щоб вони допомагали загальній справі. До останнього Тихик був при справах: «Тихика я послав до Ефесу» (2 Тим. 4:12). Оскільки Тимофій керував церквою в Ефесі (1 Тим. 1:3), прихід Тихика звільнив його, аби найшвидше приєднатися до Павла у Римі, як того бажав апостол (2 Тимофія 4:9, 2 Тим. 4:21).

## Пізніші традиції
Католицька енциклопедія зазначає, що різні традиції вважають Тихика єпископом Колофона, Халкедону або Неаполіса на Кіпрі. Вшановується в римському календарі святих 29 квітня. 
Список із сімдесяти учнів, які традиційно приписуються Іполиту Римському, включає окремо «Тихика, єпископа Халкедонського» і «Тихика, єпископа Колофонії», хоча Католицька енциклопедія описує цей список, як «нікчемний». У східному православ'ї дублювання вважається помилковим і таким, що стосується однієї і тієї ж особи, вшанування якої припадає на 8 грудня разом із Сосфеном, Аполлосом, Кифою, Епафродітом, Цезарем та Онисифором.